# Stratton (Nebraska)
Stratton – wieś w Stanach Zjednoczonych, w stanie Nebraska, w hrabstwie Hitchcock.